# 小黒啓一
小黒 啓一（おぐろ けいいち、1945年 - ）は、日本の経済学者（開発経済学・国際貿易論・アジア経済）。静岡県立大学名誉教授。
日本貿易振興会勤務を経て、静岡県立大学国際関係学部教授などを歴任した。

## 概要
埼玉大学経済学部卒業。インドネシア経済の研究者として数々のフォーラムやシンポジウムで発言を行っている。静岡県立大学にて教鞭を執り、国際関係学部国際関係学科や大学院の国際関係学研究科などで教授を務めた。2011年、静岡県立大学国際関係学部教授を退任し、同年4月1日付で名誉教授に就任した。

## 著書・論文
- 『インドネシア経済入門 ―構造調整と輸出発展』（共著）、日本評論社、1995年
- 「産業開発政策と外国援助」『アジア通貨危機と援助政策―インドネシアの課題と展望』（黒岩郁雄編）、アジア経済研究所、2002年

## 研究分野
- 東南アジア経済論
- 開発経済学